# Labeuville
Labeuville ist eine französische Gemeinde mit 140 Einwohnern (Stand: 1. Januar 2022) im Département Meuse in der Region Grand Est (bis 2015: Lothringen). Die Gemeinde gehört zum Arrondissement Verdun, zum Kanton Étain und zum Gemeindeverband Territoire de Fresnes-en-Woëvre.

## Geografie
Der Ort liegt am Fluss Seigneulle.
Umgeben wird Labeuville von den Nachbargemeinden Allamont und Brainville im Norden, Latour-en-Woëvre im Nordosten und Osten, Jonville-en-Woëvre im Südosten und Süden, Doncourt-aux-Templiers, Saint-Hilaire-en-Woëvre und Harville im Südwesten sowie Moulotte im Westen.

## Bevölkerungsentwicklung
| Jahr                       | 1962 | 1968 | 1975 | 1982 | 1990 | 1999 | 2006 | 2019 |
| Einwohner                  | 137  | 136  | 117  | 101  | 110  | 88   | 121  | 138  |
| Quellen: Cassini und INSEE |      |      |      |      |      |      |      |      |

## Sehenswürdigkeiten
- Kirche Assomption-de-la-Vierge (Mariä Himmelfahrt), erbaut im 16. Jahrhundert

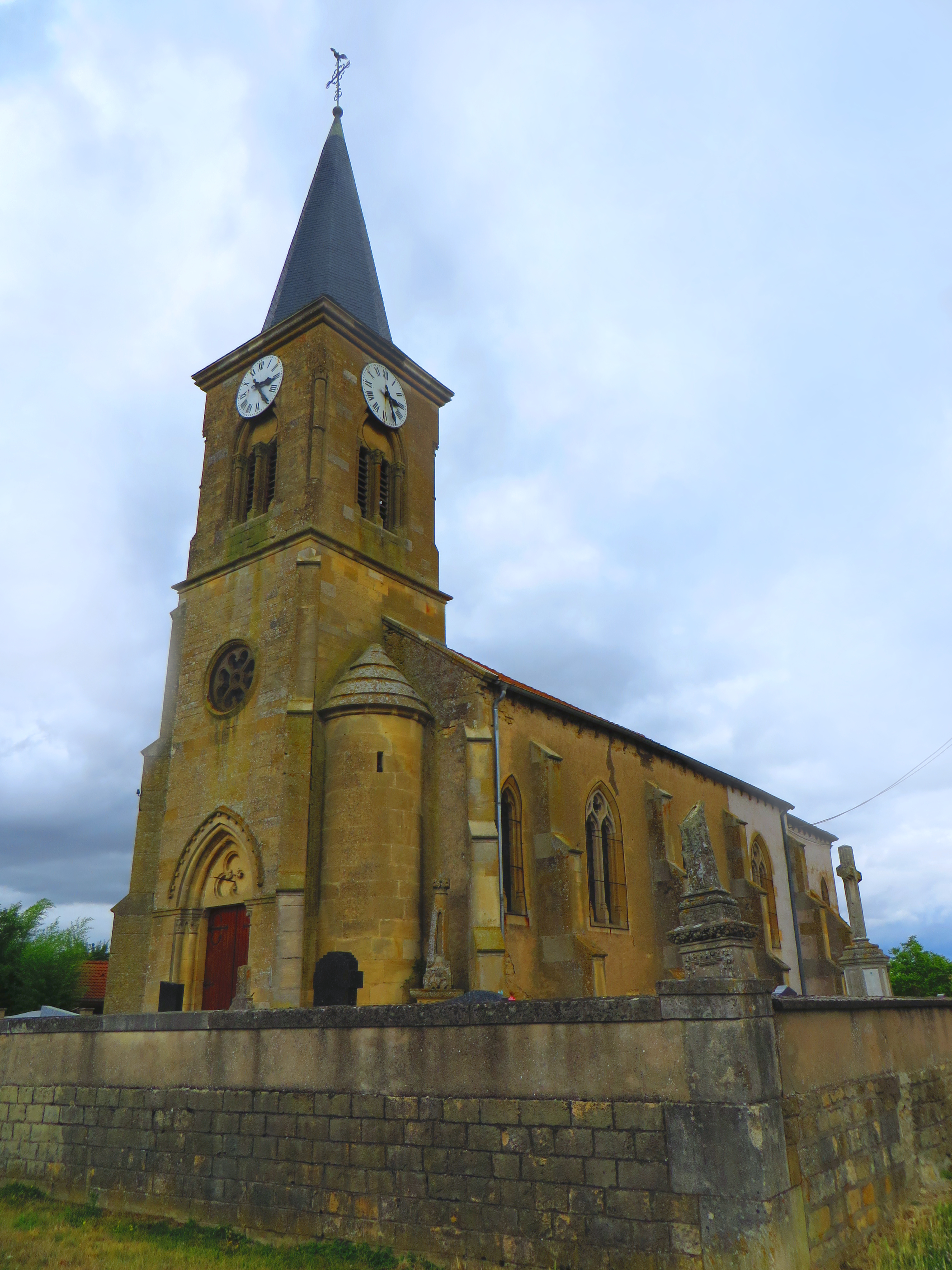
Kirche Assomption-de-la-Vierge